# Acaulimalva weberbaueri
Acaulimalva weberbaueri là một loài thực vật có hoa trong họ Cẩm quỳ. Loài này được (Ulbr.) Krapov. mô tả khoa học đầu tiên năm 1974.